# Kosai
Kosai (jap. 湖西市, -shi) ist eine Stadt in der Präfektur Shizuoka in Japan.

## Geschichte
Die Stadt Kosai wurde am 1. Januar 1972 gegründet.

## Verkehr
Wichtigster Bahnhof in Kosai ist der Bahnhof Shinjohara an der Tōkaidō-Hauptlinie. Von dieser zweigt die Tenryū-Hamanako-Linie nach Kakegawa ab. Die Stadt wird auch durch die Nationalstraße 1 zwischen Tokio und Kyōto erschlossen.

## Angrenzende Städte und Gemeinden
- Präfektur Shizuoka
  - Hamamatsu
  - Arai
- Präfektur Aichi
  - Toyohashi

## Persönlichkeiten
- Shōzō Makino (1915–1987), Schwimmer
- Ryōma Ishida (* 1996), Fußballspieler

## Weblinks

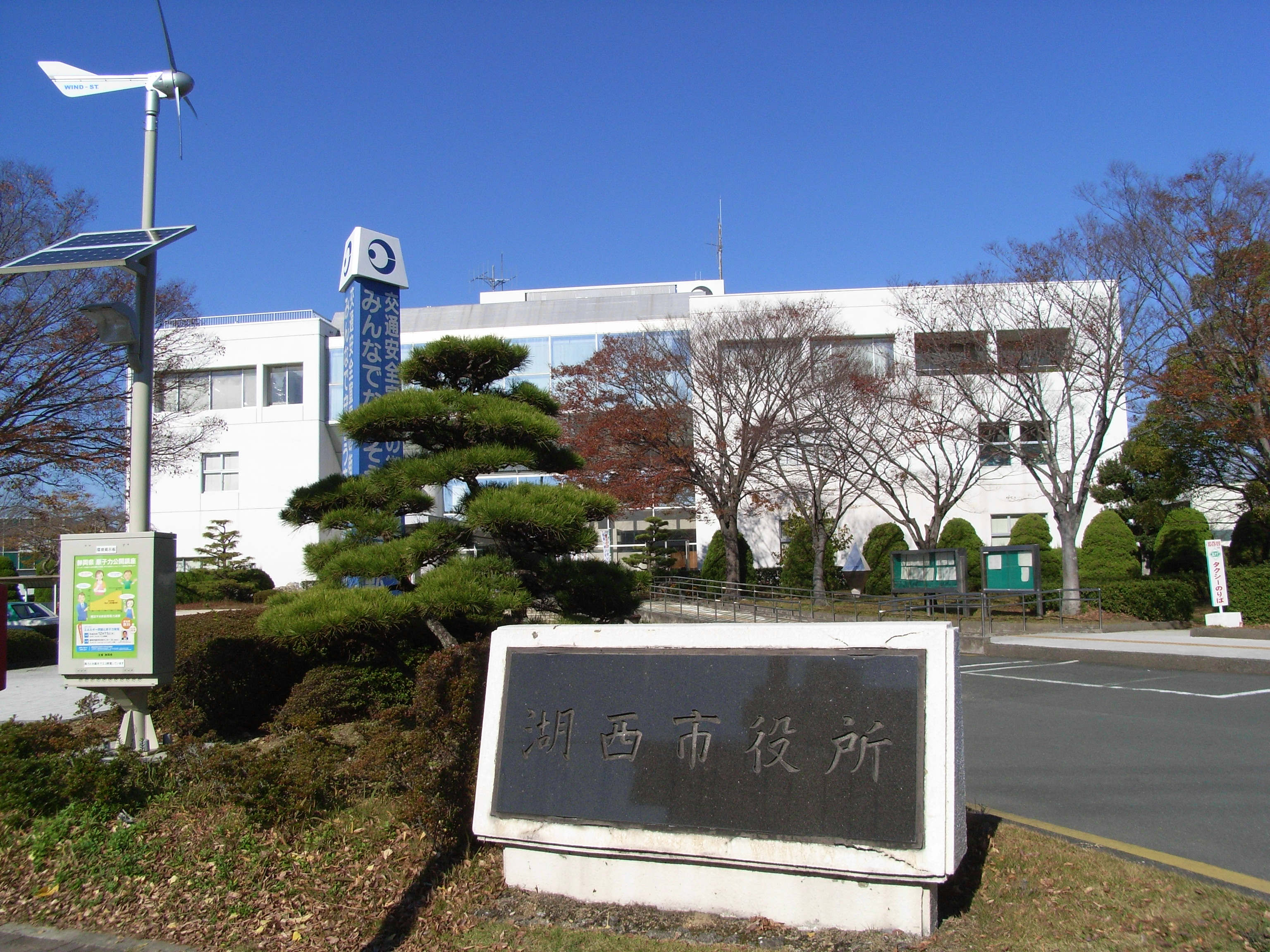
Rathaus von Kosai

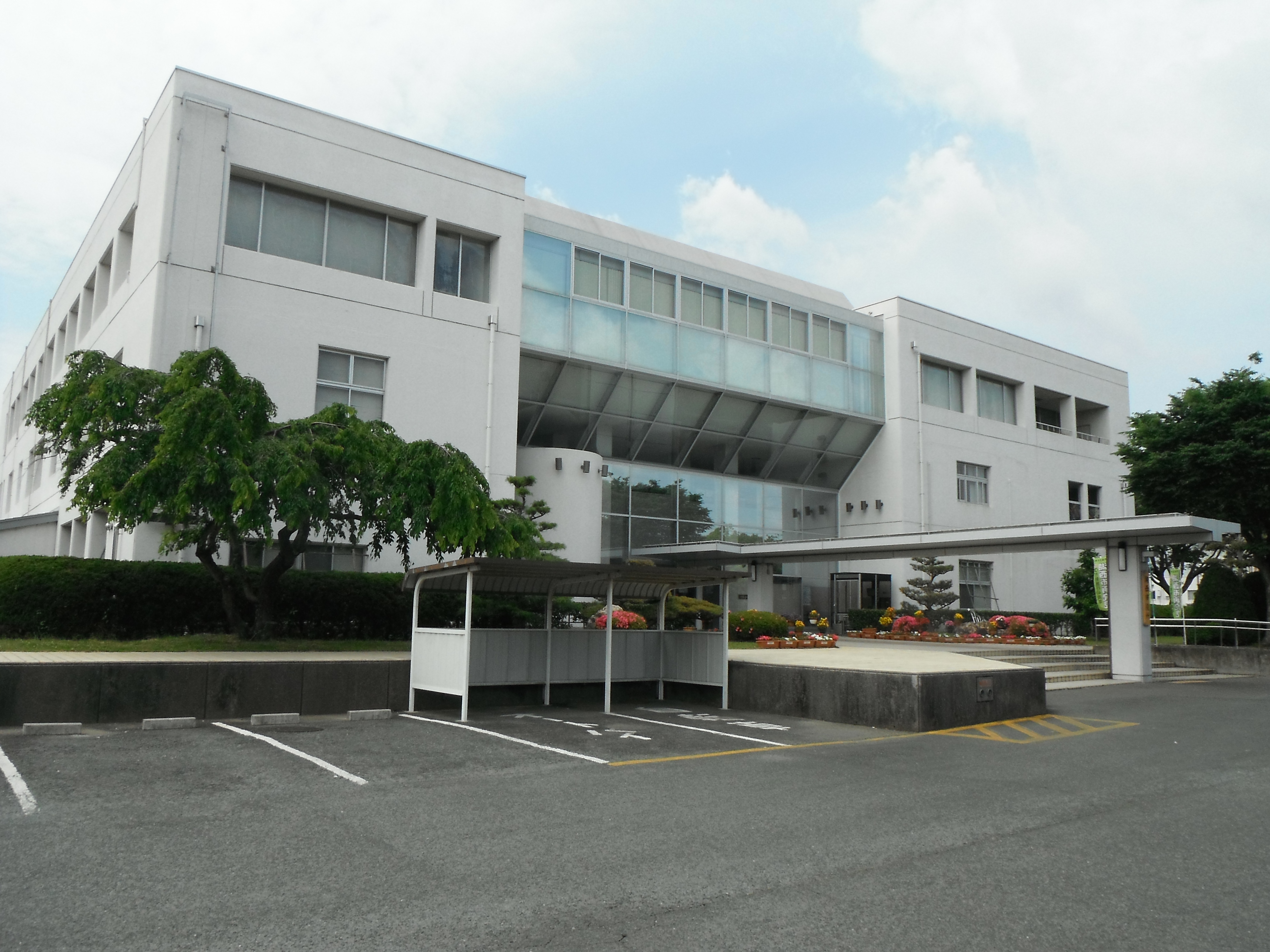
Rathaus